# بيف واتسون
بيف واتسون (بالإنجليزية: Bev Watson) هي لاعبة قفز طويل أسترالية، ولدت في 1936.

## روابط خارجية
- بيف واتسون على موقع النتائج التاريخية لألعاب القوى الأسترالية (الإنجليزية)
- بيف واتسون على موقع اتحاد ألعاب الكومنولث (مؤرشف) (الإنجليزية)